# Carl Friedrich Gethmann (Philosoph)
Carl Friedrich Gethmann (* 22. Januar 1944 in Landsberg an der Warthe, heute Gorzów Wielkopolski, Polen) ist ein deutscher Philosoph. Gethmann lehrte von 1979 bis 2012 an der Universität Duisburg-Essen. Seit März 2013 bis Dezember 2020 war Gethmann Professor im Forschungskolleg „Zukunft menschlich gestalten“ der Universität Siegen. Von 2021 bis 2023 lehrte er Wissenschaftsethik/Medizinethik in der Lebenswissenschaftlichen Fakultät der Universität Siegen.

## Leben
Nach dem Studium der Philosophie an den Universitäten Bonn, Innsbruck und Bochum erwarb er 1967 das Lizenziat an der Universität Innsbruck. 1971 wurde er an der Ruhr-Universität Bochum mit der Dissertation Verstehen und Auslegung. Untersuchungen zum Methodenproblem in der Philosophie Martin Heideggers promoviert. 1978 habilitierte er sich an der Universität Konstanz mit der Arbeit Protologik. Untersuchungen zur formalen Pragmatik von Begründungsdiskursen. 1979 wurde er Wissenschaftlicher Rat und Professor (H3) an der Universität-Gesamthochschule Essen (1980 übergeleitet in eine C3-Professur). 1991 wurde er auf eine C4-Professur an der Universität Essen berufen.
Von 1996 bis 2012 war Gethmann auch Direktor der Europäischen Akademie zur Erforschung von Folgen wissenschaftlich-technischer Entwicklungen Bad Neuenahr-Ahrweiler GmbH. Er ist seit 1991 Mitglied der Academia Europaea (London), seit 1998 ordentliches Mitglied der Berlin-Brandenburgischen Akademie der Wissenschaften und seit 2002 Mitglied der Deutschen Akademie der Naturforscher Leopoldina in Halle (Saale). Seit 2008 ist er ferner Mitglied der Deutschen Akademie der Technikwissenschaften – acatech. Von 2006 bis 2008 war er Präsident der Deutschen Gesellschaft für Philosophie. Er führte vom 15. bis 19. September 2008 den Philosophiekongress Lebenswelt und Wissenschaft in Essen durch; zentrale Themen der 350 Kolloquiums- und Sektionsvorträge waren der Umgang mit der Natur, die Technik, die Arbeit und die medizinische Ethik. Von 2007 bis 2015 war er auch Mitglied im Universitätsrat der Friedrich-Alexander-Universität Erlangen-Nürnberg. Im Mai 2016 wurde Gethmann in den Ethikrat der Max-Planck-Gesellschaft berufen.
Von Februar 2013 bis Februar 2021 war Gethmann Mitglied des Deutschen Ethikrates. Im September 2020 war er Erstunterzeichner des Appells für freie Debattenräume.
Gethmann ist verheiratet mit der Philosophin Annemarie Gethmann-Siefert.

## Forschungsschwerpunkte
Gethmanns Schwerpunkte sind Sprachphilosophie, Argumentationstheorie, Logik, Phänomenologie sowie angewandte Philosophie (Medizinische Ethik, Umweltethik, Technikfolgenabschätzung). Er entwickelt im Anschluss an Ansätze der konstruktiven Wissenschaftstheorie eine Protologik und eine Protoethik.
Gethmann arbeitet fokussiert zu Themen der Phänomenologie und ist Mitherausgeber der Schriften von Oskar Becker. Für ihn ist Edmund Husserl einer der einflussreichsten Vorbereiter der Erlanger Schule, die ihren philosophiegeschichtlichen Ort als Phänomenologie nach der Linguistische Wende findet. Die von Jürgen Mittelstraß seit 1980 herausgegebene Enzyklopädie Philosophie und Wissenschaftstheorie hat Gethmann durch ca. 200 Artikel insbesondere zu Logik, Sprachphilosophie, Argumentationstheorie, Phänomenologie und Ethik auch in der zweiten achtbändigen Auflage bis 2018 als Mitherausgeber eindrücklich mitgeprägt.
Gethmanns Konzeption der Protologik geht von einer formal-pragmatischen Rekonstruktionen diskursiver Redehandlungen im Rahmen von Begründungsdiskursen aus. Für diese werden aus der lebensweltlichen diskursiven Praxis (neben rhetorischen und topischen) solche Regeln ausgegrenzt, für die Kontext- und Parteieninvarianz festgestellt werden kann (›logische‹ Regeln). Parallel geht es in der Protoethik um die formal-pragmatische Rekonstruktion fundamentaler Redehandlungen, die in Rechtfertigungsdiskursen eine Rolle spielen. Im Unterschied zu einer Werteethik oder einem ethischen Realismus beginnt die konstruktive Ethik Gethmanns mit bedingten generellen Aufforderungen, die der direkten Handlungsanleitung dienen, wobei die Ethik im Gegensatz zur Moral die Aufgabe hat, Handlungen verallgemeinerbar als geboten, verboten, erlaubt zu qualifizieren. Gethmann sieht die Aufgabe der Ethik darin, die Regeln diskursiver Bewältigung „moralischer Dissonanzen“ (wie Regel-Kollisionen, Konflikte, Dilemmata) zu rekonstruieren. In Rechtfertigungsdiskursen streben die Parteien eine Verständigung über ihre Zwecke an. Dabei wird auch jeweils in die argumentative schöpferische Auseinandersetzung darüber eingetreten, ob sich die gewünschten Ziele nicht auch durch andere Zwecksetzungen erreichen lassen, so dass keine Handlungskonflikte (mit moralischen Dissonanzen durch unvereinbare Zwecke) mehr auftreten. Die Universalisierung von Normen soll das Ergebnis der Prüfung der Verallgemeinerbarkeit partikularer Maximen an.
Gethmann lotet die Ethikparadigmen Tugendethik, Nutzenethik und Verpflichtungsethik auf ihre Stärken und Schwächen hin aus. Um die Nachteile mehrerer solcher nebeneinander gestalteter Paradigmen zu vermeiden, konzipiert Gethmann ein dreistufiges Filterverfahren: Eine Handlung wird in einem späteren Filter nur dann überprüft, wenn sie in einem vorigen Filter als erlaubt qualifiziert wurde. Der erste Filter hat die Kontext- und Parteieninvarianz von Regeln zum Ziel, die „in sich“ (unabhängig von jeder Abwägung) zu erlaubten Handlungen führen; dies schließt die Vermeidung grober Ungerechtigkeiten als Kriterium ein. Der zweite Filter ist von der Nutzenethik geprägt. Hier haben Glücks- und Wohlstandsmaximierungen im Rahmen von Chancen-Risiko-Abwägungen ihren Platz. Schließlich sollen mit einem dritten Filter lokale soziale Dissonanzen vermieden werden. Hier kommt eine tugendethische Situationsethik zum Tragen.

## Auszeichnungen
- 2003: Ehrendoktorwürde (Dr. phil. h. c.) der Humboldt-Universität zu Berlin
- 2006: Bundesverdienstkreuz am Bande
- 2009: Honorarprofessor an der Universität zu Köln[12]

## Schriften (Auswahl)
- Sprachlosigkeit und Unaussagbarkeit im Rahmen der ‚Wende zur Sprache‘. In: C.F. Gethmann / V. Liska (Hrsg.): Grenzen der Sprachlosigkeit, Göttingen 2023, 27–60.
- Reden Sprachassistenten mit uns? Intelligente Umgebungstechnik und Normkollisionen. In: Th. Mann / K. Mainzer /  P. Kersandt / M. Spieler (Hrsg.): Recht und Verantwortung. Festschrift für Andrea Versteyl, Baden-Baden: Nomos 2023, 351–372.
- Konstruktive Ethik. Einführung und Grundlegung. Springer, Berlin 2023, ISBN 978-3-662-66670-8.
- Zur Frage der Ersetzbarkeit des Menschen durch KI in der Forschung. In: Carl Friedrich Gethmann, Peter Buxmann, Julia Distelrath, Bernhard G. Humm, Stephan Lingner, Verena Nitsch, Jan C. Schmidt, Indra Spiecker genannt Döhmann (Hrsg.): Künstliche Intelligenz in der Forschung. Neue Möglichkeiten und Herausforderungen für die Wissenschaft. Springer, Berlin 2021, ISBN 978-3-662-63448-6, 43–77.
- Zur Rehabilitierung des Prinzipiellen gegenüber der Herrschaft des Konkreten. In: C.F. Gethmann / D. Diner (Hrsg.): Herrschaft des Konkreten, Göttingen: Wallstein 2020, 52–83
- Climate Justice. Oxford Research Encyclopedia of Climate Science. 30. Juli 2020; abgerufen am 4. August 2020 (mit G. Kamp) online
- Phänomenologische Ethik und Wertethik. Husserl – Becker – Heidegger. In: J. Sattler (Hrsg.), Oskar Becker im phänomenologischen Kontext, Paderborn 2020, 51–71
- Ethische Fragen der Selbsttötung angesichts der aktuellen deutschen Diskussion um  ärztliche Sterbehilfe und um Sterbehilfevereine. In:  J. CH. Bublitz et al. (Hrsg.): Recht – 3 Philosophie – Literatur. Festschrift für Reinhard Merkel zum 70. Geburtstag. Teilband II, Berlin 2020, 1045–1061
- Global Energy Supply and Emissions. An Interdisciplinary View on Effects, Restrictions, Requirements and Options (mit G. Kamp, M. Knodt, W. Kröger, H. von Storch, Ch. Streffer, Th. Ziesemer), Heidelberg: Springer 2020
- Ethische Überlegungen zu den Chancen und Risiken der digitalen Agenda im  Gesundheitssystem. In: Zeitschrift für Medizinische Ethik 64 (2018) 87–97
- Werden die Geltungsansprüche moralischer Urteile durch ihre ‚Objektivität‘ eingelöst? Zur Kritik des moralischen Realismus. In: J. Nida-Rümelin, J.-Ch. Heilinger (Hrsg.): Moral, Wissenschaft und Wahrheit, Berlin 2016, S. 35–54.
- Interdisciplinary Research and Trans-disciplinary Validity Claims. Heidelberg u. a. 2015 (mit M. Carrier, G. Hanekamp, M. Kaiser, G. Kamp, S. Lingner, M. Quante, F. Thiele)
- als Herausgeber mit J. Sattler: Kultur – Mensch – Technik. Studien zur Philosophie Oskar Beckers. Paderborn 2014
- Forschendes Lernen und berufliche Qualifikation in der universitären Bildung, Osnabrück:  Universitätsverlag Osnabrück 2013 (Osnabrücker Universitätsreden, Bd. 7)
- Recht und Ethik in der Präimplantationsdiagnostik. Fink, Paderborn 2010, ISBN 978-3-7705-5088-3.
- als Herausgeber mit Jürgen Mittelstraß: Langzeitverantwortung. Ethik, Technik, Ökologie. Wissenschaftliche Buchgesellschaft, Darmstadt 2008, ISBN 978-3-534-21632-1.
- Kann Politik vernünftig sein? In: Helmut Schmidt, Peter Janich, Carl Friedrich Gethmann: Die Verantwortung des Politikers. Fink, Paderborn u. a. 2008, ISBN 978-3-7705-4592-6, S. 27–43.
- Vom Bewußtsein zum Handeln. Das phänomenologische Projekt und die Wende zur Sprache. Fink, Paderborn u. a. 2007, ISBN 978-3-7705-4327-4.
- als Herausgeber mit Stephan Lingner: Integrative Modellierung zum globalen Wandel (= Wissenschaftsethik und Technikfolgenbeurteilung. Bd. 17). (Symposium am 25. Januar 2001 in Bad Honnef). Springer, Berlin u. a. 2002, ISBN 3-540-43253-1.
- Dasein. Erkennen und Handeln. Heidegger im phänomenologischen Kontext (= Philosophie und Wissenschaft. Bd. 3). de Gruyter, Berlin u. a. 1993, ISBN 3-11-013848-4.
- als Herausgeber mit Peter L. Oesterreich: Person und Sinnerfahrung. Philosophische Grundlagen und interdisziplinäre Perspektiven. Festschrift für Georg Scherer zum 65. Geburtstag  Wissenschaftliche Buchgesellschaft, Darmstadt 1993, ISBN 3-534-12086-8.
- mit Michael Kloepfer: Handeln unter Risiko im Umweltstaat Springer, Berlin u. a. 1993, ISBN 3-540-56363-6.
- als Herausgeber: Lebenswelt und Wissenschaft. Studien zum Verhältnis von Phänomenologie und Wissenschaftstheorie (= Neuzeit und Gegenwart. Philosophische Studien. Bd. 1). Bouvier, Bonn 1991, ISBN 3-416-01995-4.
- als Herausgeber: Logik und Pragmatik. Zum Rechtfertigungsproblem logischer Sprachregeln (= Suhrkamp-Taschenbuch Wissenschaft. 399). Suhrkamp, Frankfurt am Main 1982, ISBN 3-518-27999-7.
- als Herausgeber: Theorie des wissenschaftlichen Argumentierens. Suhrkamp, Frankfurt am Main 1980, ISBN 3-518-06033-3.
- Protologik. Untersuchungen zur formalen Pragmatik von Begründungsdiskursen Suhrkamp, Frankfurt am Main 1979, ISBN 3-518-06415-0 (Zugleich: Konstanz, Universität, Habilitations-Schrift, 1978/1979).
- Verstehen und Auslegung. Das Methodenproblem in der Philosophie Martin Heideggers (= Abhandlungen zur Philosophie, Psychologie und Pädagogik. Bd. 81). Bouvier, Bonn 1974, ISBN 3-416-00879-0 (Zugleich: Bochum, Universität, Dissertation, 1971).